# Parnas (metrostation)
Parnas (Russisch: Парнас) is een station van de metro van Sint-Petersburg. Het is het noordelijke eindpunt van de Moskovsko-Petrogradskaja-lijn en werd geopend op 22 december 2006. Het bovengrondse metrostation bevindt zich nabij de Prospekt Engelsa (Engelslaan) in het uiterste noorden van de stad, op het terrein van het depot Vyborgskoje (№ 6), dat gebruikt wordt voor treinen van de Pravoberezjnaja-lijn. Station Parnas is genoemd naar de gelijknamige wijk waarin het gelegen is.
Aangezien het gebied waarin station Parnas ligt nog in ontwikkeling is, kent het metrostation een relatief laag aantal reizigers. Om deze reden rijdt slechts een op de drie treinen van de Moskovsko-Petrogradskaja-lijn door naar Parnas; de overige diensten eindigen in het oude eindpunt Prospekt Prosvesjtsjenieja.
Het metrostation verscheen voor het eerst in de plannen in 1984 en had oorspronkelijk al kort na de opening van station Prospekt Prosvesjtsjenieja in 1988 in dienst moeten komen. Het werd zelfs korte tijd vermeld op de lijnkaarten in de treinen. De nieuwe woonwijken die het zou gaan bedienen werden uiteindelijk echter toch niet gebouwd, waardoor het station onnodig werd. Daarnaast had ook de bouw van het depot Vyborgskoje en de verbindingssporen daarheen, noodzakelijk om het station te kunnen bedienen, vertraging opgelopen. In 1995 werd een nieuw plan voor het metrostation ontwikkeld en dit plan vormde in 2005 de basis voor de uiteindelijke aanleg.
Parnas is een volledig overdekt station met twee zijperrons, qua ontwerp vergelijkbaar met de stations Koeptsjino, Rybatskoje en Devjatkino, die eveneens gelegen zijn tussen een depot en een tunnelingang. In tegenstelling tot de genoemde stations is Parnas echter geen overstapstation voor voorstadstreinen (elektritsjka's). Bovendien heeft het metrostation een voetgangerspassage boven de sporen, in plaats van een tunnel onder de sporen. Ten behoeve van gehandicapten is station Parnas uitgerust met liften.

## Afbeelding
- Panorama van het bouwterrein van het station, april 2006

Parnas · 
Prospekt Prosvesjtsjenieja · 
Ozerki · 
Oedelnaja  · 
Pionerskaja · 
Tsjornaja retsjka · 
Petrogradskaja · 
Gorkovskaja · 
Nevski prospekt  · 
Sennaja plosjtsjad   · 
Technologitsjeski institoet  · 
Froenzenskaja · 
Moskovskieje vorota · 
Elektrosila · 
Park Pobedy · 
Moskovskaja · 
Zvjozdnaja · 
Koeptsjino 